# Chahut-cancan
Cet article possède un paronyme, voir Cancan (homonymie).

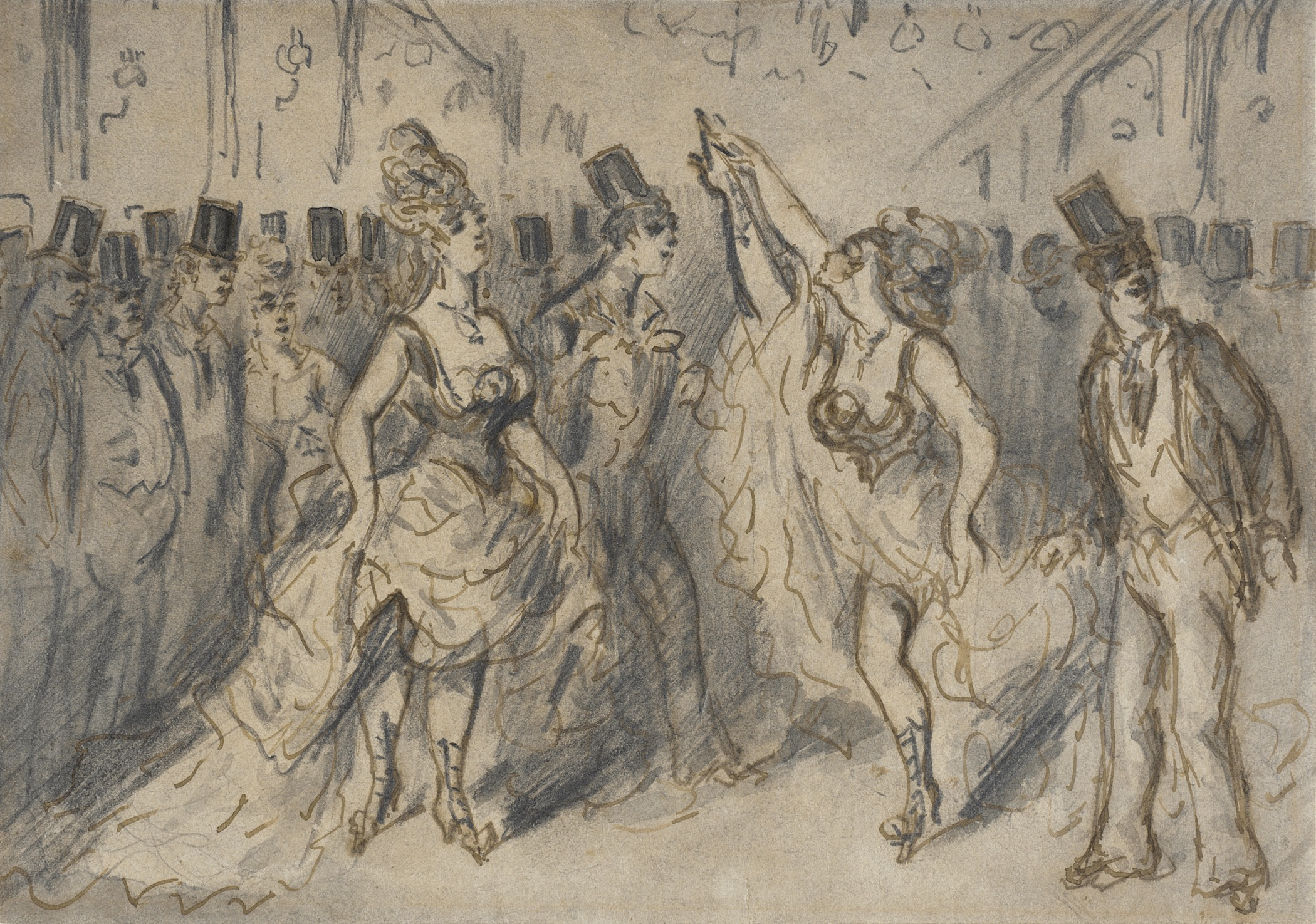
Le Chahut, dessin et aquarelle, env. 17 x 25 cm. Constantin Guys, non daté. LACMA

Le chahut-cancan est une danse inspirée par la cachucha, une danse andalouse pratiquée par Fanny Elssler sur la scène de l'Opéra de Paris en 1836.  C'était une danse qui sortait des standards de la danse classique pratiquée à l'Opéra.  La danseuse portait un corsage échancré, une robe courte et jouait des castagnettes.  Elle utilisait tout son corps pour s'exprimer, avec de grands gestes.
La danse fut baptisée chahut, puis chahut-cancan.  L'origine du terme cancan est incertaine.  Il semble que cela vienne de l'imitation de la démarche du canard.
Considérée comme dépravée, la danse ne fut pas reprise dans les bals de société mais dans les bals d'étudiants et les bals populaires : la Grande-Chaumière, le bal Bullier ou l'Élysée-Montmartre.
C'était une danse où les danseurs s'exprimaient par des figures nouvelles et des sauts allant jusqu'au grand écart.  Pour exécuter les figures, les danseuses relevaient leurs jupes à mi-mollet, ce qui faisait scandale à l'époque.   Un garde municipal avec bicorne et grand manteau veillait à ce que ces figures restent dans une certaine décence, allant jusqu'à arrêter les contrevenantes pour « outrage public à la pudeur ».
Dans les années 1880–1890, les femmes s'enhardirent jusqu'à faire le « coup de pied à la Lune » ou « grand écart debout ».  Le garde municipal, rebaptisé « père la pudeur », veillait à ce que les femmes n'exhibent pas de dessous trop intimes.
À la fin du XIXe siècle, la danse prit une nouvelle forme, le French cancan, qui était une danse de spectacle – et non plus de bal – pratiquée par des danseuses professionnelles, avec des figures encore plus provocantes et des dessous encore plus affriolants (et notamment des culottes fendues ou pas de culotte du tout).